# 三隅兼知
三隅 兼知（みすみ かねとも）は、日本の南北朝時代の武将。石見国の宮方（南朝方）代表的人物三隅兼連の長子、石見宮を奉じるも正平7年/文和元年（1352年）5月11日男山八幡の夜戦にて戦死。

## 生涯
資料に登場するのは延元元年（1336年）河内城にて三隅兼連は戦備を整え7月21日長男兼知を将として益田城攻めに打って出て同2年長門に出陣。
その後ほぼ父兼連と行動を共にしたと思われるが
正平7年（1352年）2月三隅兼知を将として派遣した石見南朝軍は花園宮満良親王皇子石見宮を奉じ賀名生に馳せ参ずるも後村上天皇は既に山城の男山八幡に陣していたのでそこに移動し3月対面なるも
5月11日八幡の戦いで追撃を受け石見宮・三隅兼知・胡簶局は討死、太平記には討死する者三百人其の中に宮一人とまた四条隆資の名前が河村文書にも確認できる。この時三隅兼連は地元三隅城にいた説と八幡の戦いを長子兼知と共に戦って生き残った説と書籍に拠り分かれる。

### 笠取りの墓
現在三隅兼知に関する史跡が三隅町黒沢地区に残っている、そこの説明板を要約すると
正平7年（1352年）5月11日男山八幡の夜戦で戦死した石見宮・三隅城主5代兼知・乳母胡簶局の遺髪・遺品を三浦兼顕が持ち帰って埋葬した墓で前を通る時どんな高位高官の人も笠を取り一礼したので笠取りの墓と呼ばれた。
其の後父第4代三隅兼連も正平10年（1355年）3月12日に京都で戦死したので次子三隅兼春が跡を継ぎ石見南朝軍の中心として抵抗を続けた。。

## 画像集

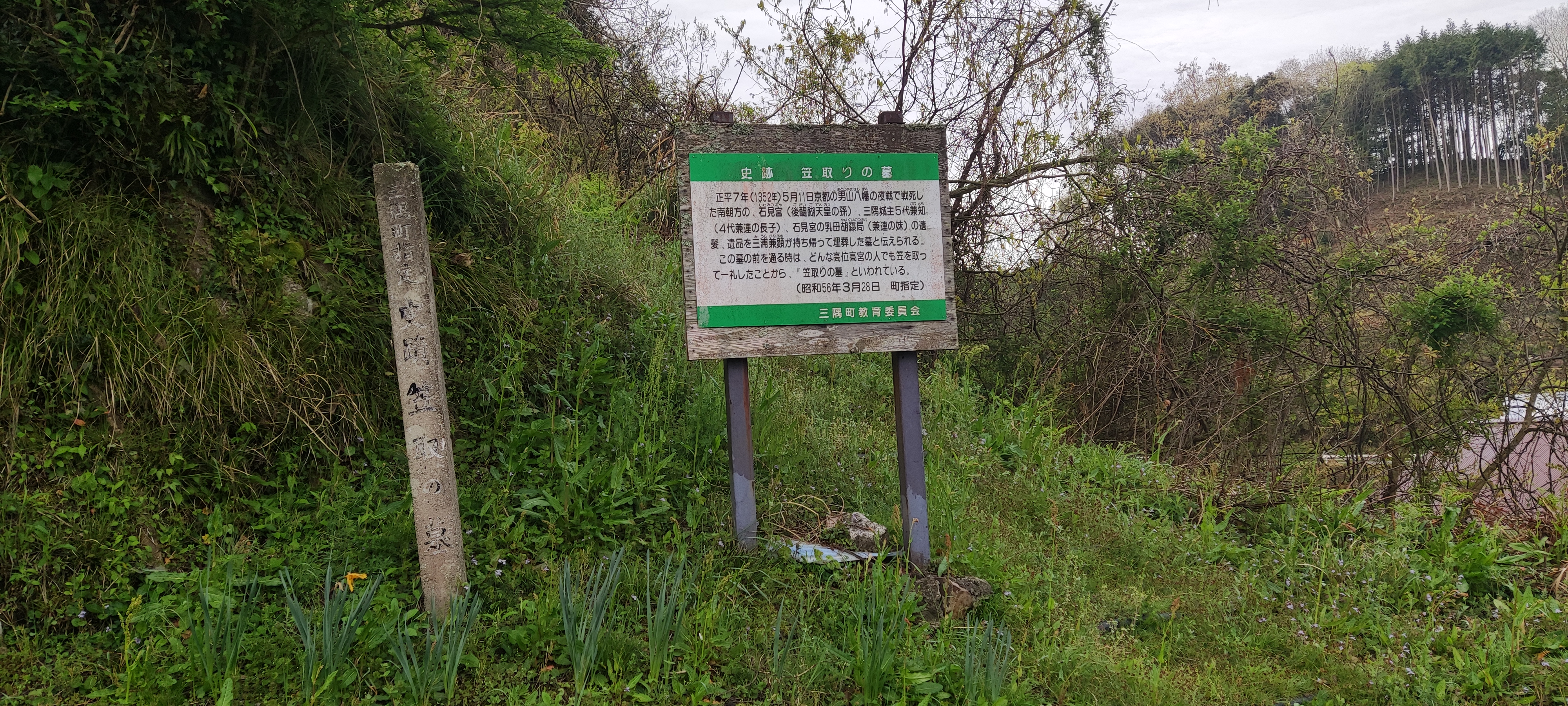
笠取りの墓説明板（浜田市三隅町）（島根県浜田市三隅町黒沢651）
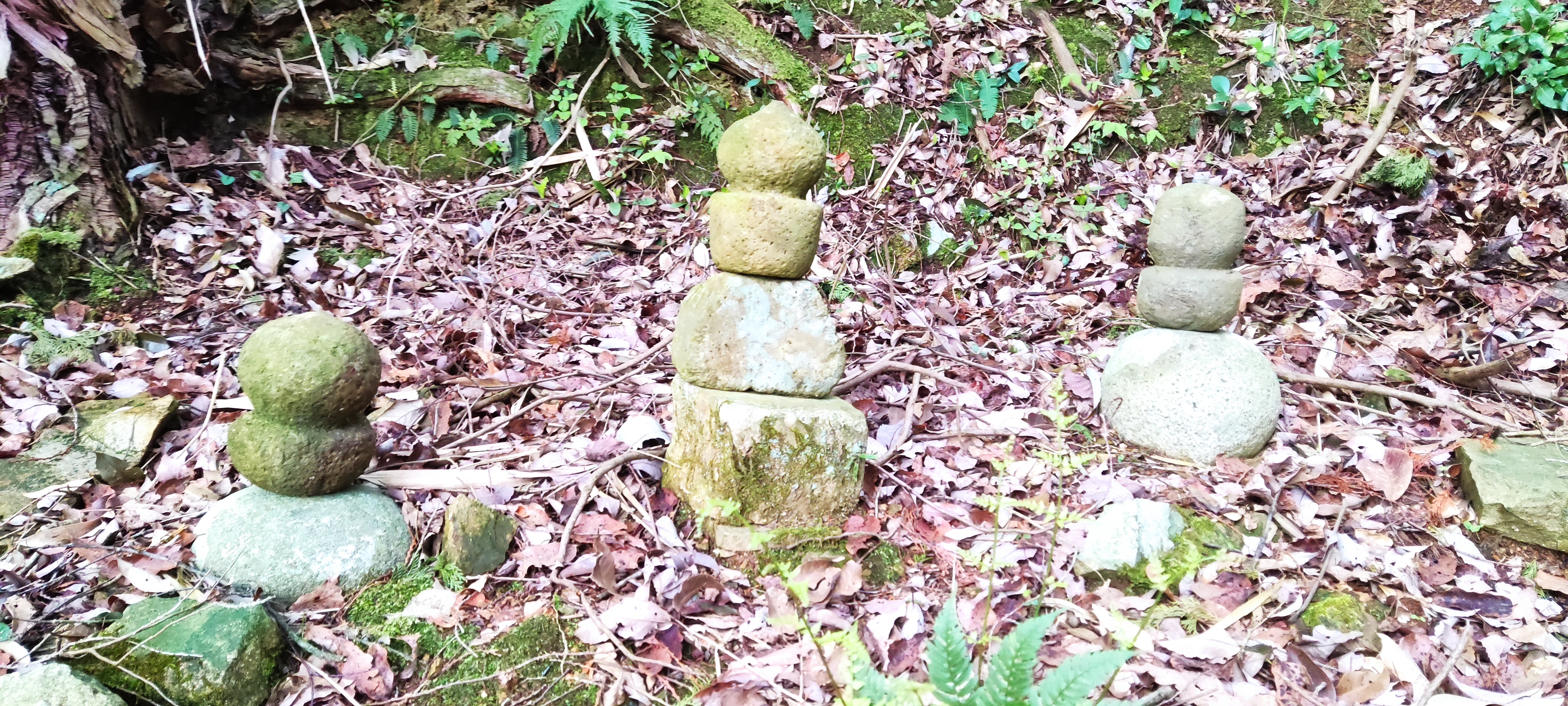
笠取りの墓供養塔（浜田市三隅町）（説明板から山中、石見宮・三隅兼知・胡簶局墓石）
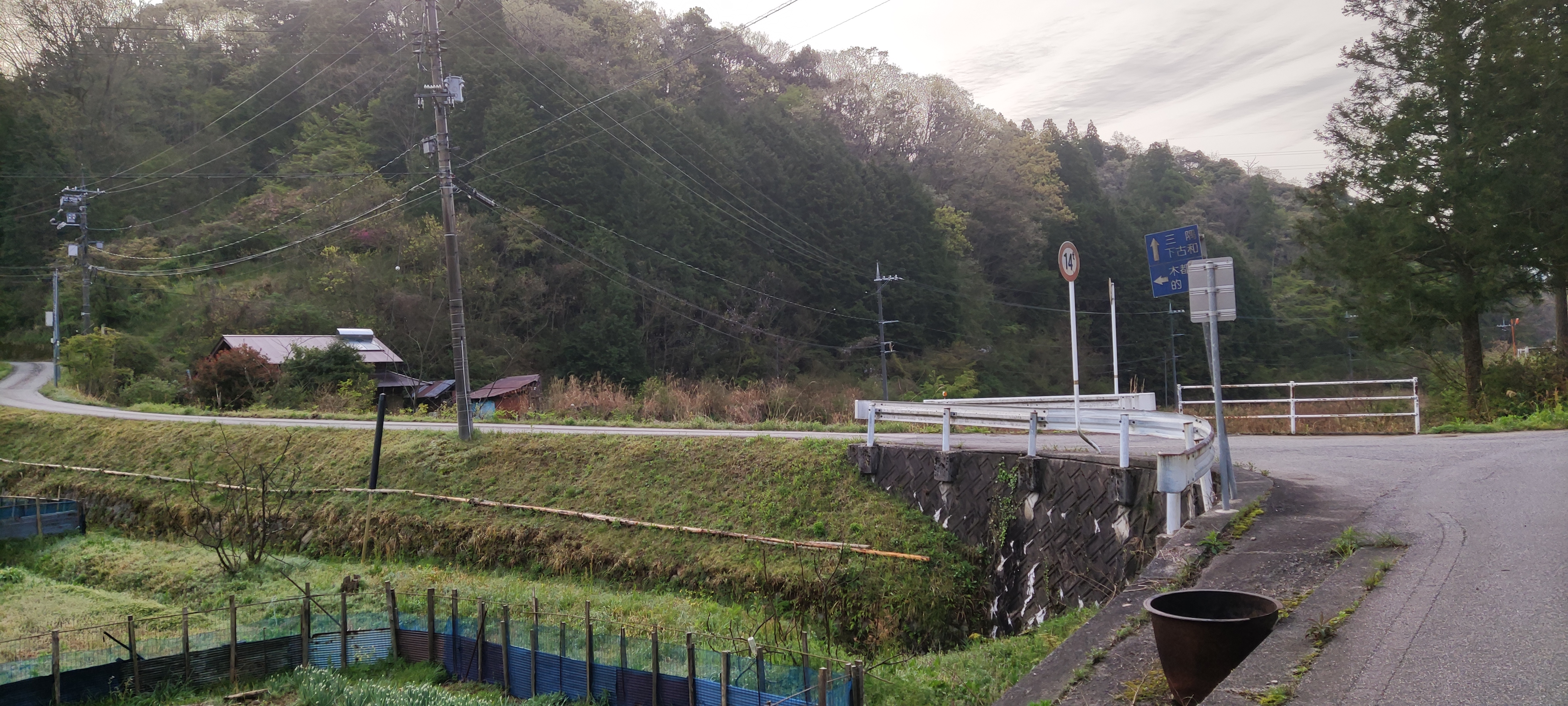
笠取りの墓全景（浜田市三隅町）（三隅神社正法寺より車10分以上山中）
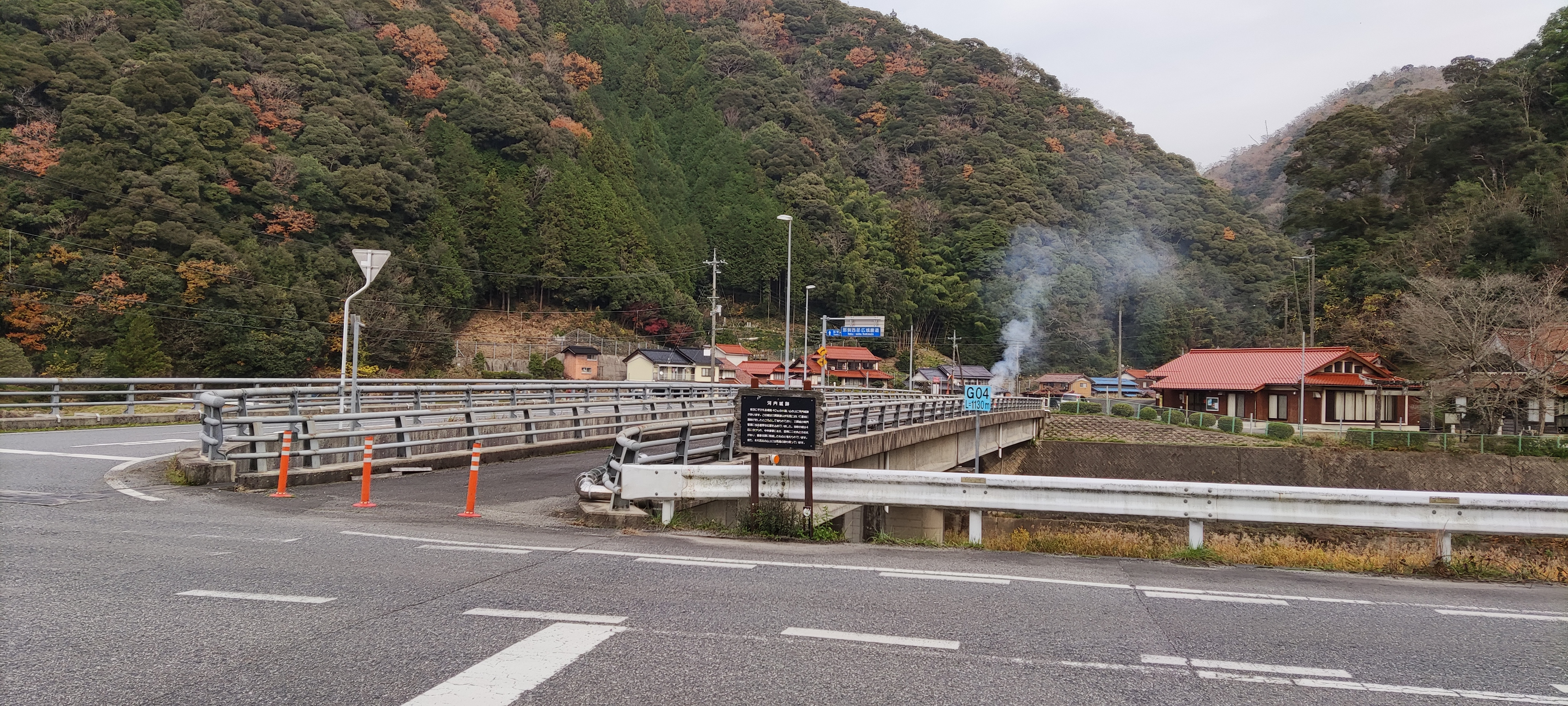
河内城説明板（浜田市）（島根県浜田市三隅町河内）
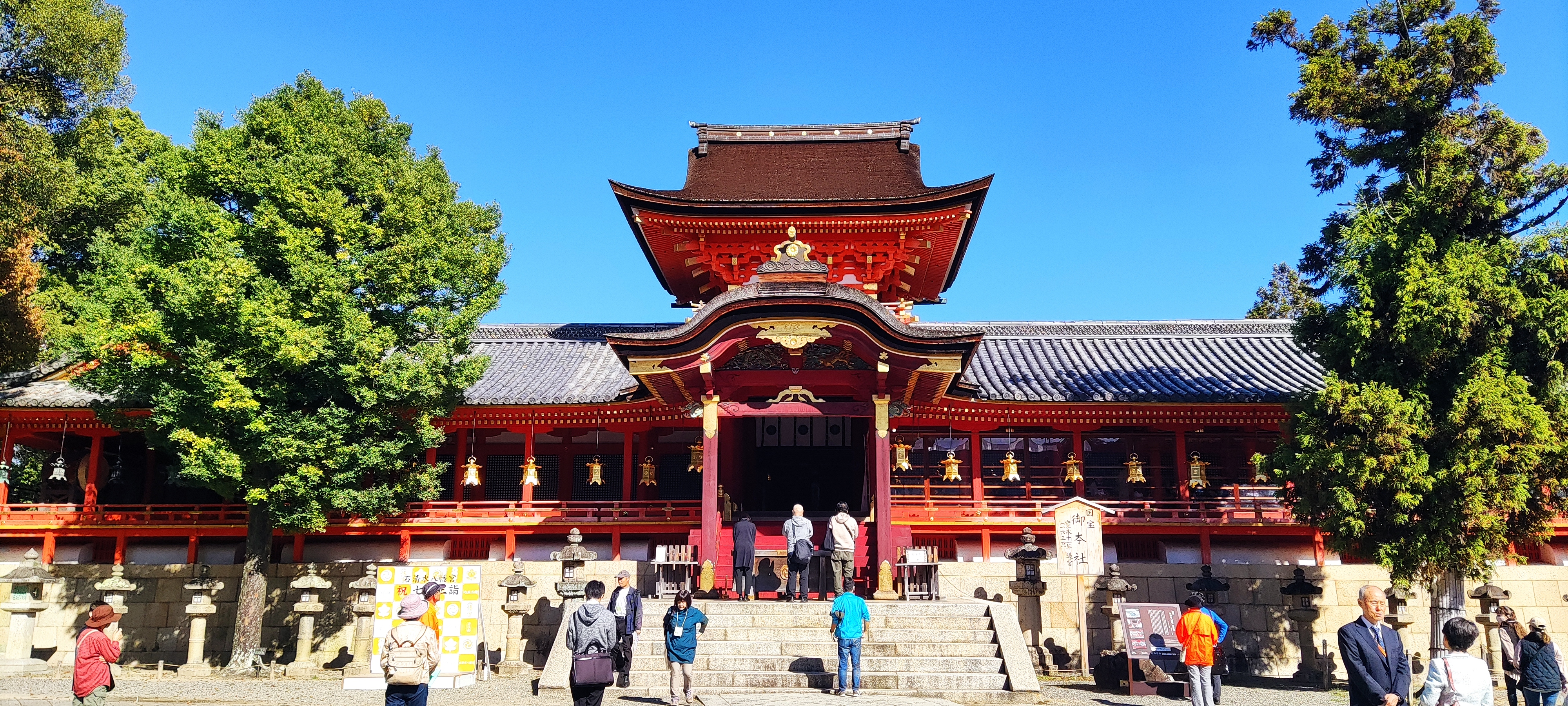
石清水八幡宮楼門（八幡市）（京都府八幡市八幡高坊20）
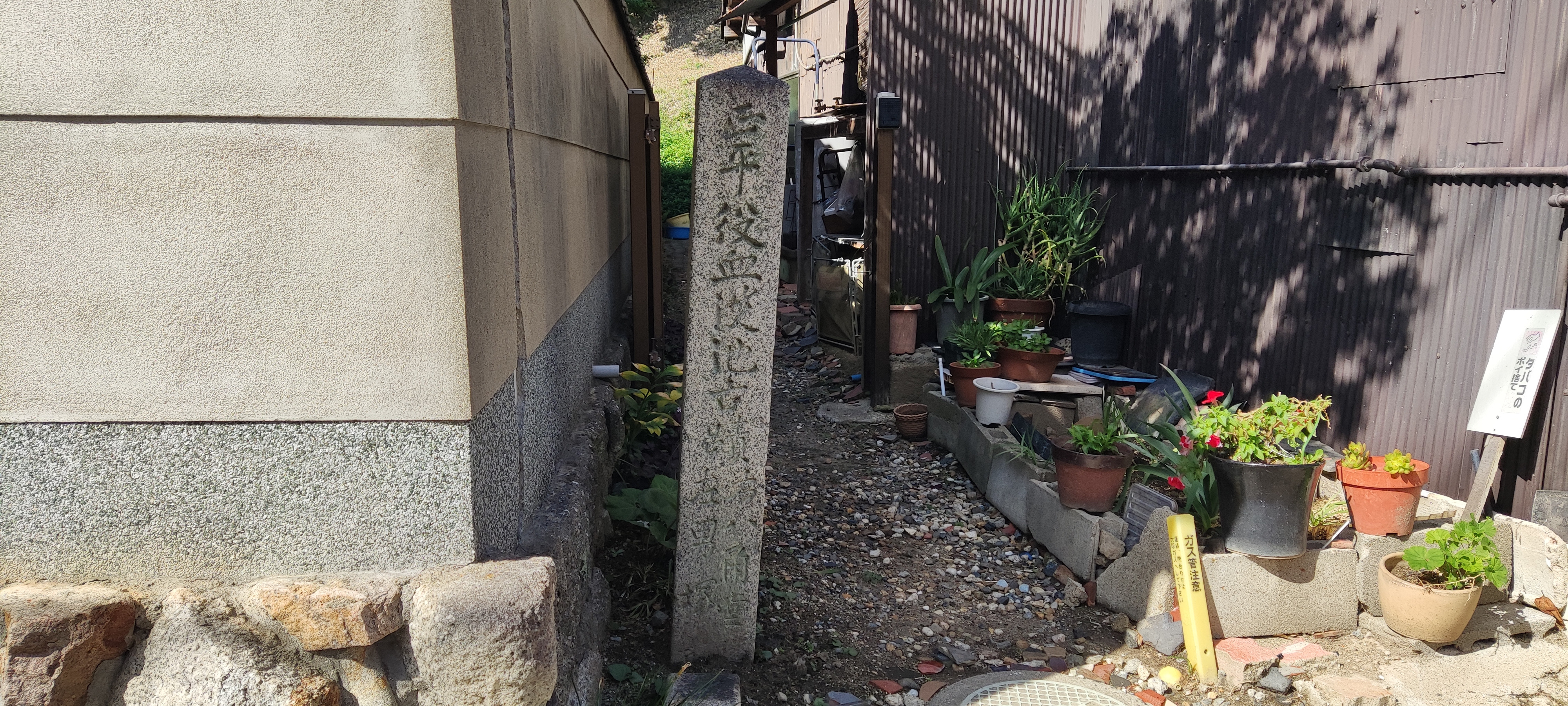
正平役血洗池古蹟（八幡市）（京都府八幡市八幡大芝30）
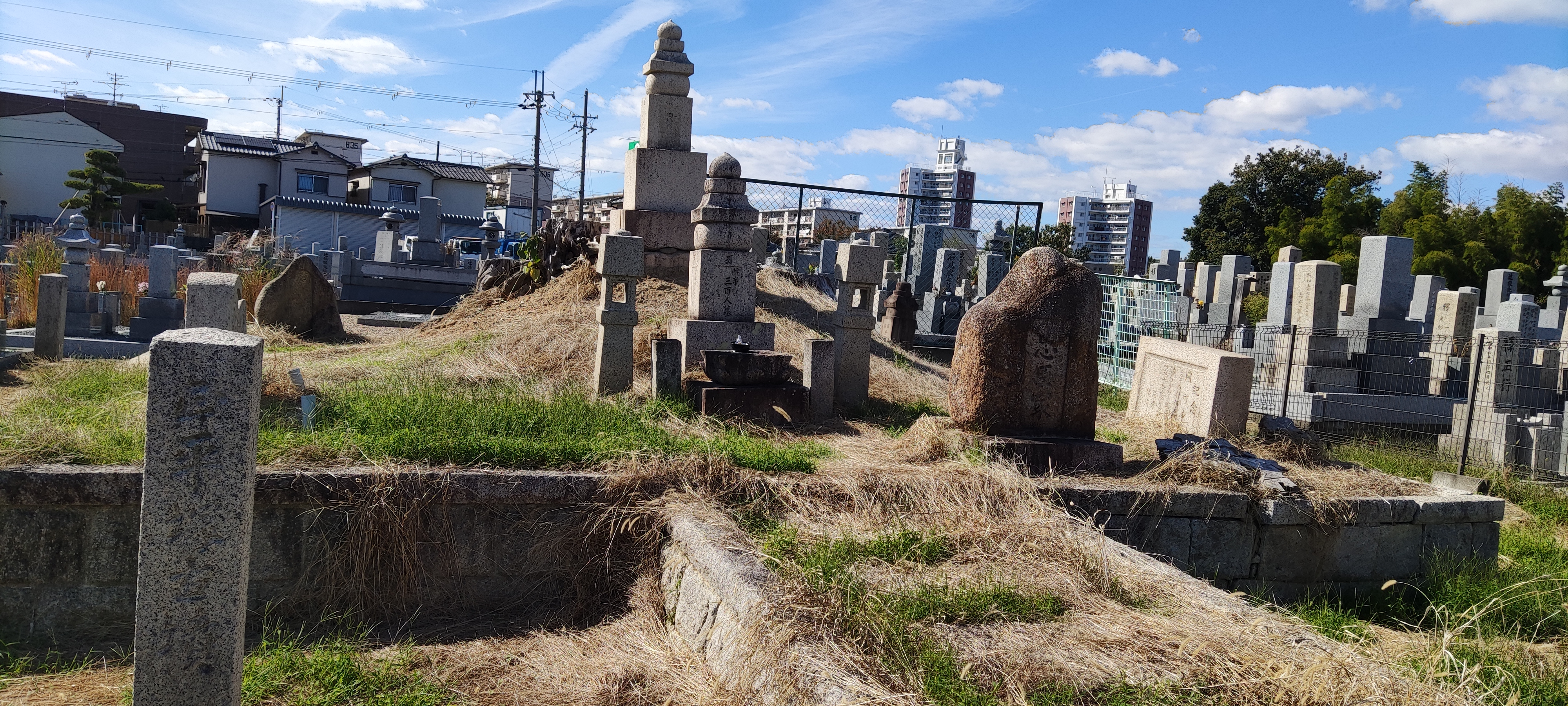
正平塚古墳（八幡市）（京都府八幡市八幡、将卒三百人・四条隆資碑文有り）